# Kazimierz Konstanty Angerman
Kazimierz Konstanty Angerman (ur. 2 stycznia 1864 we Lwowie, zm. 8 czerwca 1934 w Górze Kalwarii) – polski prawnik, c. k. radca dworu, sędzia Sądu Najwyższego II Rzeczypospolitej

## Życiorys

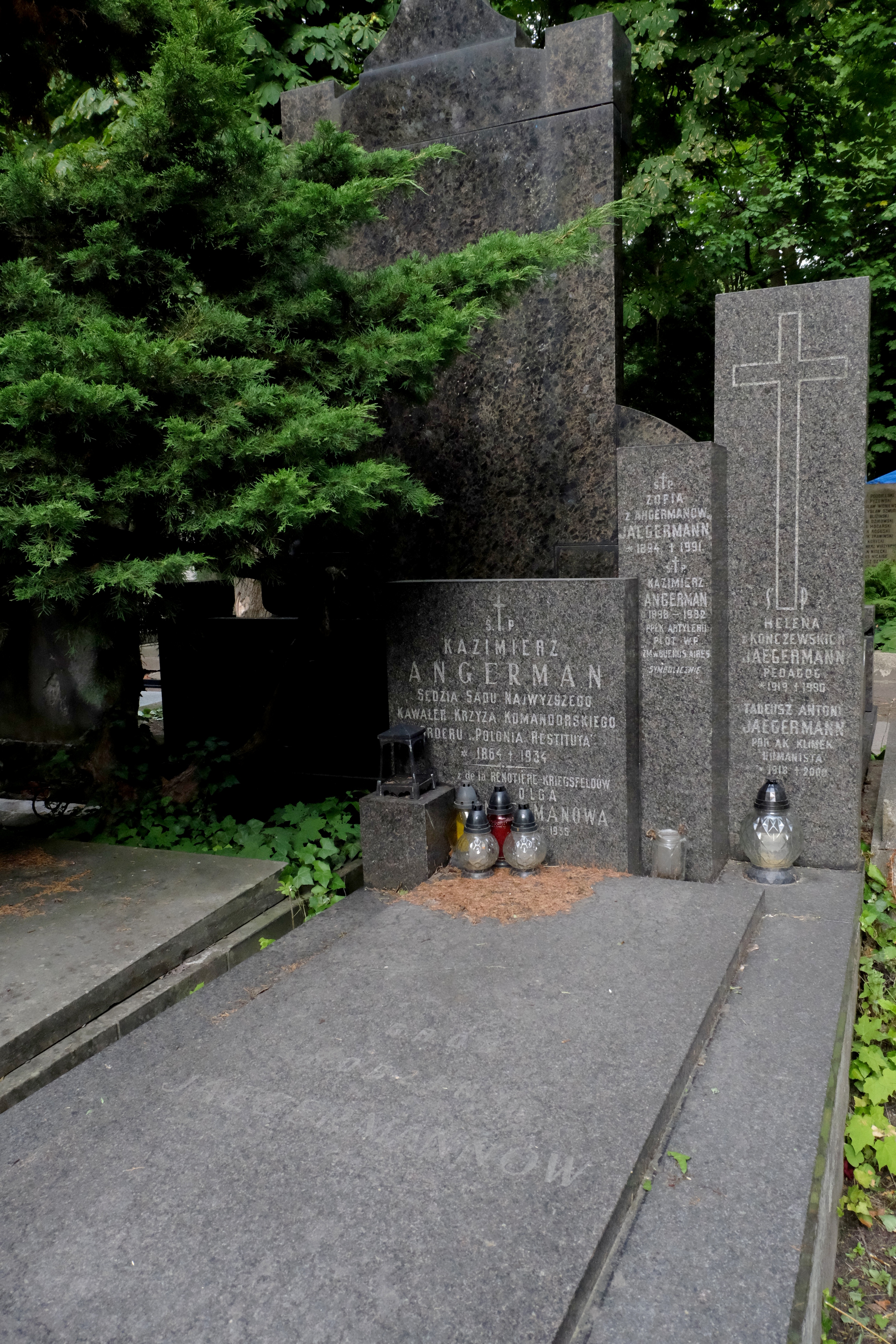
Grób Kazimierza Konstantego Angermana na cmentarzu Powązkowskim w Warszawie

W okresie zaboru austriackiego w ramach autonomii galicyjskiej wstąpił do c. k. służby sądowniczej. Dosłużył rangi radcy dworu w Sądzie Najwyższym w Wiedniu. W 1914 jako radca C. K. Sądu Krajowego Wyższego extra statum pozostawał w czynnościach przy Generalnej Prokuratorii. U kresu Austro-Węgier w 1918 był pierwszym prokuratorem c. k. Prokuratorii we Lwowie.
Po odzyskaniu przez Polskę niepodległości wstąpił do służby sądowniczej II Rzeczypospolitej. Od kwietnia 1919 był sędzią Izby III (Małopolskiej) Sądu Najwyższego. Po utworzeniu Izby Karnej pełnił funkcję zastępcy prezesa SN.
8 stycznia 1924 został zatwierdzony w stopniu kapitana ze starszeństwem z 1 czerwca 1919 i 1. lokatą w korpusie oficerów rezerwy piechoty. Posiadał wówczas przydział w rezerwie do 36 Pułku Piechoty Legii Akademickiej w Warszawie. W następnym roku został przeniesiony z rezerwy do pospolitego ruszenia, w tym samym stopniu, starszeństwie i lokatą. W kwietniu 1929, w związku z ukończeniem 60 lat życia, został zwolniony od powszechnego obowiązku obrony.
Publikował prace naukowe z dziedziny prawa. Wydał m.in. austriacką ustawę o postępowaniu karnym w tłumaczeniu na język polski w 1924 oraz był współtwórcą komentarza do polskiego postępowania karnego z 1930. W 1929 przeszedł w stan spoczynku po 48 latach pracy. W 1934 został notariuszem w Górze Kalwarii, działając w okręgu Sądu Okręgowego w Warszawie.
Został pochowany na cmentarzu Powązkowskim w Warszawie (kwatera 108-2-25).
Jego żoną była Olga z de la Renotiere-Kriegsfeldów (1874–1935), a ich synem Kazimierz Henryk Angerman (1898–1982, oficer Wojska Polskiego II RP i Polskich Sił Zbrojnych na Zachodzie).

## Publikacje
- Ustawa o postępowaniu karnem obowiązująca w ziemiach Rzeczypospolitej należących przedtem do b. zaboru austrjackiego z 23 maja 1873 No. 119 Dz. U.P. z wszystkiemi uzupełniającemi ję ustawami tak b. zaboru jak i Rzeczypospolitej Polskiej, z powołaniem orzeczeń Sądu najwyższego w Warszawie, jak i b. Najwyższego trybunału kasacyjnego w Wiedniu (1924)
- Komentarz do Kodeksu postępowania karnego z dnia 19-go marca 1928 r Nr. 33 poz. 313 Dz. U. R. P. wraz z dotyczącemi ustawami i rozporządzeniami (1930, współautorzy: Julian Karol Nowotny, Jan Przeworski)

## Ordery i odznaczenia
- Krzyż Komandorski Orderu Odrodzenia Polski (7 listopada 1925)[9]
- Brązowy Medal za Długoletnią Służbę

- Krzyż Kawalerski Orderu Franciszka Józefa (Austro-Węgry, 1916)[10]
- Brązowy Medal Jubileuszowy Pamiątkowy dla Sił Zbrojnych i Żandarmerii (Austro-Węgry, przed 1914)[2][3]
- Medal Jubileuszowy Pamiątkowy dla Cywilnych Funkcjonariuszów Państwowych (Austro-Węgry, przed 1914)[2][3]
- Krzyż Jubileuszowy dla Cywilnych Funkcjonariuszów Państwowych (Austro-Węgry, przed 1914)[2][3]